# Деніса Смоленова
Деніса Смоленова (14 лютого 1989) — словацька плавчиня.
Учасниця Олімпійських Ігор 2008, 2012 років.